# Periprava
Periprava (ros. Периправа) – wieś w Rumunii, w okręgu Tulcza, w gminie C.A. Rosetti. W 2011 roku liczyła 220 mieszkańców.